# Villa rustica (Acton Scott)
Eine früh entdeckte und im Ganzen ausgegrabene Villa rustica befindet sich in  Acton Scott in der englischen Grafschaft Shropshire. Ihre Reste wurden 1817 entdeckt, und das gesamte Gebäude wurde 1844 ausgegraben. Wegen des damals bei Ausgrabungen noch nicht wissenschaftlichen Vorgehens und wegen Unstimmigkeiten in der Dokumentation existiert kein genaues Bild von diesem Gebäude.
Es handelt sich um ein rechteckiges Gebäude, das in zwei Teile geteilt ist. Der Ostteil besteht aus zwei großen Räumen oder einem Hof, der Westteil aus einem großen Mittelraum mit kleineren Räumen an drei Seiten. An der südwestlichen Ecke befanden sich Räume mit Hypokausten, die vielleicht auf ein Bad hindeuten. Es fanden sich Reste von figürlichen Wandmalereien, die auf eine gehobene Ausstattung deuten. Es fand sich eine Säule, die entweder von diesem Bau stammt oder von einer Villa in der Nähe.
Vielleicht handelt es sich um eine große Scheune, die später in ein Wohnhaus umgebaut wurde. Der Bau befindet sich nicht weit entfernt von Linley Hall, wo Blei abgebaut wurde, und es ist auch vermutet worden, dass es sich bei dieser Villa um das Haus eines dort leitenden Beamten handelte. Ungewöhnlich ist der Fund von vier griechischen Münzen, die in klassische Zeit datieren. Die Münzen mögen allerdings nichts mit dem Bau zu tun haben und erst in moderner Zeit hierher gelangt sein.